# واشینگتن فری بیکن
واشینگتن فری بیکن (به انگلیسی: The Washington Free Beacon) وبسایت روزنامه‌نگاری سیاسی محافظه کار آمریکایی است که در سال ۲۰۱۲ شروع به کار کرده‌است. این سایت در ابتدا به عنوان یک سازمان ۵۰۱ (سی)۴ شروع شد ولی در سال ۲۰۱۴ اعلام کرد تبدیل به یک سایت سودبر تبدیل می‌شود.